# Hvis lyset tar oss
Hvis lyset tar oss (dt. „Wenn das Licht uns nimmt“) ist das dritte Album des Musikprojektes Burzum. Es wurde 1992 aufgenommen und 1994 veröffentlicht.

## Entstehung
Hvis lyset tar oss wurde im September 1992 im Grieghallen Lydstudio aufgenommen. Produziert wurde es von Varg Vikernes selbst und Eirik „Pytten“ Hundvin, dem Besitzer des Grieghallen-Studios. Vikernes selbst behauptet, er hätte für die Aufnahmen nur zwanzig bis dreißig Stunden benötigt und alles außer der Schlagzeugspur für den Track Hvis lyset tar oss im ersten Take aufgenommen.
Auf der vor der eigentlichen Veröffentlichung 1994 an Fan-Magazine verschickten Promo war statt Tomhet der Titel Et hvitt lys over skogen enthalten. Das Album erschien als erste Veröffentlichung des Labels Misanthropy Records (AMAZON 001) in England und als zweite Veröffentlichung von Vikernes’ eigenem Label Cymophane Productions (EYE 002) in Norwegen. Als Veröffentlichungsjahr wird auf dem Backcover 1993 angegeben. Et hvitt lys over skogen erschien 1998 auf der Kompilation Presumed Guilty von Misanthropy Records sowie diversen Bootlegs.

## Stil
Die enthaltenen Stücke sind durchweg monoton gehalten, ohne Tempo- und mit nur wenigen Riffvariationen. Tomhet ist ein reines Synthesizer-Stück.
Det som en gang var beginnt mit sanften Keyboardklängen und weichen Gitarrenlinien, wobei das Keyboard dominiert. Nach einiger Zeit setzen die Tomtoms und die „charakteristische Gitarrenarbeit Vargs“ ein. Der monotone Stil wird über ungefähr fünfzehn Minuten gehalten, wobei der Gitarrenklang nach etwa sieben Minuten lauter und schärfer wird, und erzeugt eine deprimierende Atmosphäre, die durch Vikernes’ nach neun Minuten einsetzenden Gesang unterstrichen wird. Dieser dominiert das Stück zusammen mit dem Keyboard gegenüber der Gitarre.
Hvis lyset tar oss und Inn i slottet fra drømmen „stehen für die rohe, aggressivere Seite BURZUMs, meist schnell polternde Drums, sägende BURZUMesque Gitarren und natürlich DER Gesang welcher auch diese beiden nordischen Glanzstücke veredelt“. Hvis lyset tar oss beginnt chaotisch, bevor eine melodische, stark verzerrte Gitarrenlinie einsetzt. Der Gesang klingt zunehmend verzweifelter, und das Stück wird schließlich wieder chaotisch. Gesang, Gitarre und das schnelle Schlagzeugspiel bei Inn i slottet fra drømmen wirken ungeordnet, bis eine weitere Gitarrenlinie einsetzt, die im Grunde ein modularisierter Bordun ist und ein melodisches Thema erzeugt.

## Gestaltung

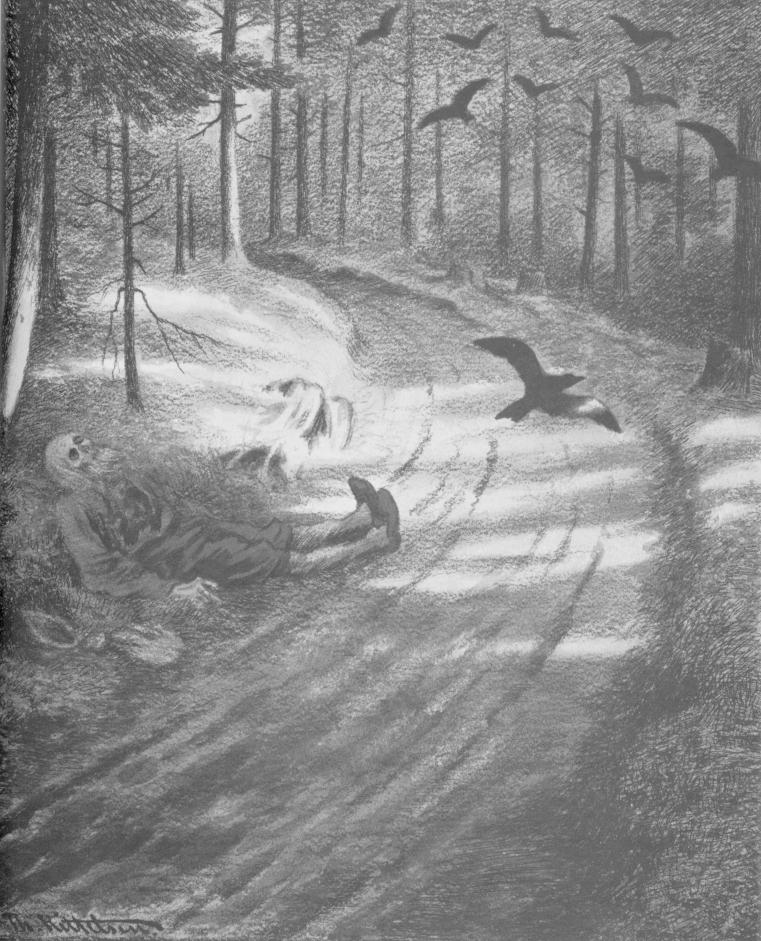
Fattigmannen von Theodor Kittelsen

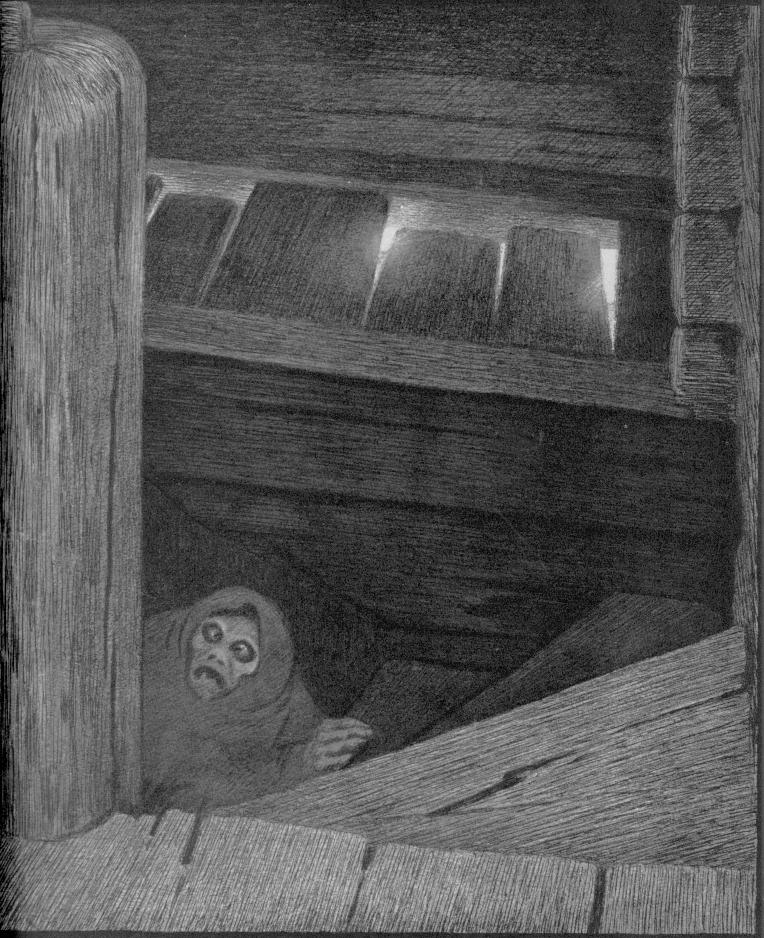
Pesta i trappen von Theodor Kittelsen

Auf dem Frontcover befindet sich eine beschnittene Version der 1895 fertiggestellten Illustration Fattigmannen (‚Der arme Mann‘) des norwegischen Zeichners Theodor Kittelsen (1857–1914), im Inneren ist die Grafik Pesta i trappen (‚Die Pest auf den Stufen‘, 1896) vom selben Künstler abgebildet. Darunter findet sich eine Widmung an Gylve „Fenriz“ Nagell von Darkthrone und Harald „Demonaz“ Nævdal von Immortal, mit dem er bei Old Funeral gespielt hatte. Vikernes bezeichnet sie als seine Brüder („mine broedre“) sowie als nordische Skalden und Hüter der braunen Lampe („Nordens Skalder, foelg den brune lampe og dens Hofding!“). Die Widmung begründet Vikernes damit, dass Fenriz und Demonaz Burzum und Cymophane Productions unterstützt hätten. Olve „Abbath“ Eikemo, der ebenso wie Demonaz bei Immortal spielt, wurde in einem Interview mit dem Maelstrom nach der Bedeutung der Widmung gefragt, antwortete jedoch, er sei sich nicht sicher, was sie zu sagen habe. Abbath spielte ebenfalls bei Old Funeral und war derjenige, der Vikernes in die Szene eingeführt hatte, distanzierte sich aber nach den Ereignissen im Jahre 1993 von ihm; vom Magazin Guitar World auf Vikernes angesprochen, antwortete Abbath: „Fuck Varg!“ Vikernes äußerte im A-blaze, er bereue die Widmung an Demonaz, und bezeichnete diesen als „Ratte“.
Die Texte der ersten drei Stücke sind sowohl auf Norwegisch als auch in deutscher Übersetzung abgedruckt, das vierte Stück ist instrumental. Auf burzum.org sind auch englische Übersetzungen zu finden.

## Rezeption
Hvis lyset tar oss wurde in Reviews als Black-Metal-Klassiker und als Meilenstein bezeichnet, der Opener Det som en gang var als Black-Metal-Epos.
Vikernes selbst gab an, dass das Album sein Favorit unter den Burzum-Alben sei: „This album is the first album I played music, instead of just playing different instruments...“ (Varg Vikernes: im Interview mit Chris Mitchell vom Metal Crypt E'Zine, 2005) Es repräsentiere für ihn den „spirituellen schwarzen Tod“, das von ihm abfällig als „Judäo-Christentum“ bezeichnete Christentum: „I used art from Kittelsen's BLACK DEATH collection on the "Hvis lyset tar oss" album, as that album is about the SPIRITUAL BLACK DEATH, commonly known as Judeo-Christianity (note that the "Black Death" is the name the Norwegians gave to the plague which swept away almost half the Norse population back in the 1350s).“ (Varg Vikernes im Interview mit Tolis Yiovanitis vom Metal Hammer Griechenland, 1997)
Nachdem das deutschsprachige Rock-Hard-Magazin Burzum jahrelang aufgrund von Vikernes’ Ideologie und dem Mord an Øystein „Euronymous“ Aarseth ignoriert hatte, wählte es das Album 2009 auf den fünften Platz der „25 wichtigsten Black-Metal-Alben aller Zeiten“. Redakteur Wolf-Rüdiger Mühlmann bezeichnete das Lied Det som engang var als „das traurigste, am meisten verlorene, misanthropischste, hoffnungsloseste Black-Metal-Epos aller Zeiten“ und das Album als „(unfreiwilligen) Vorreiter des sogenannten Suicidal Black Metal[s]“.

## Titelliste
1. Det som en gang var – 14:21
2. Hvis lyset tar oss – 8:05
3. Inn i slottet fra drømmen – 7:52
4. Tomhet – 14:12